# Marine Alutech

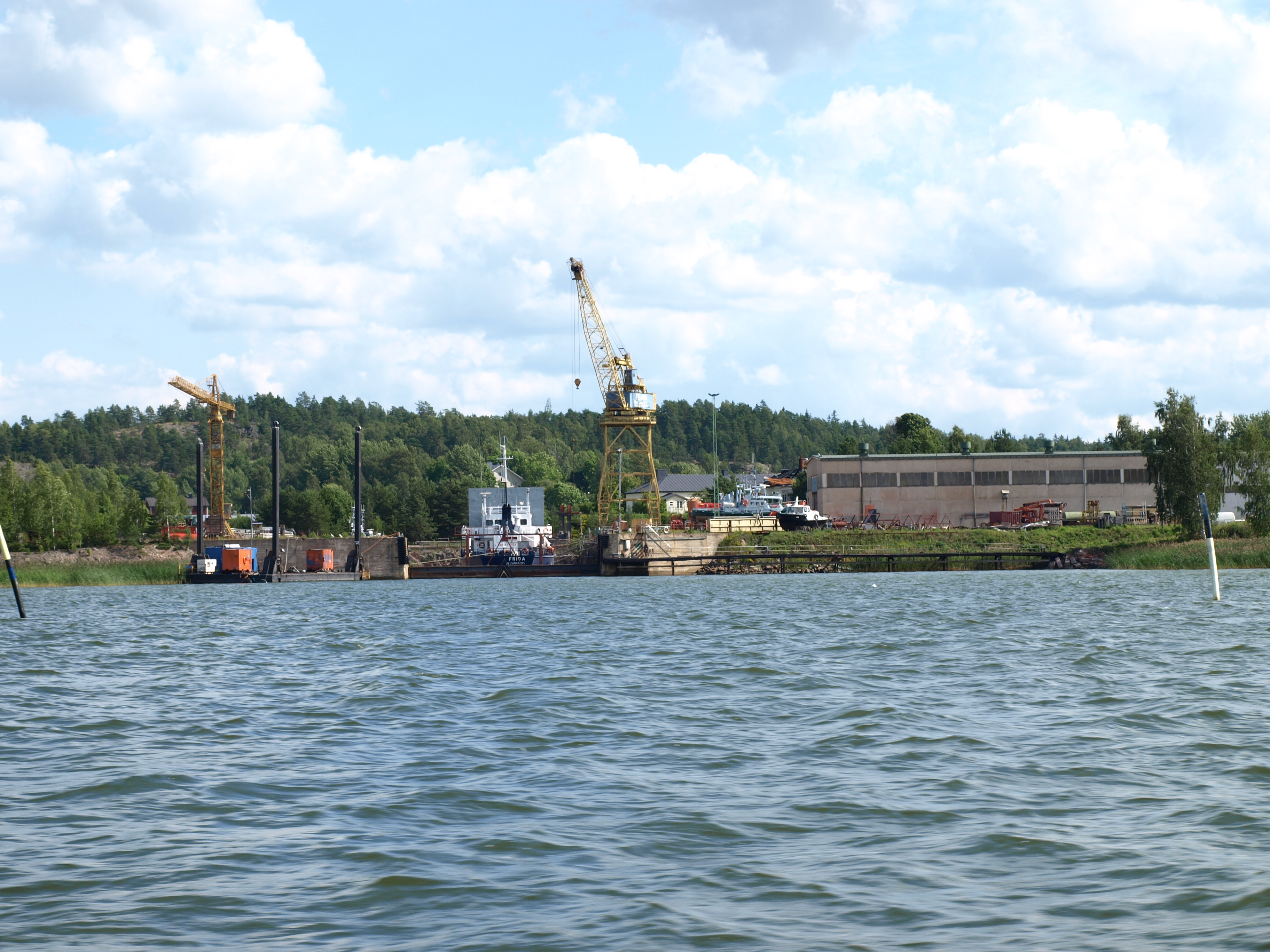
Varvet i Tykö

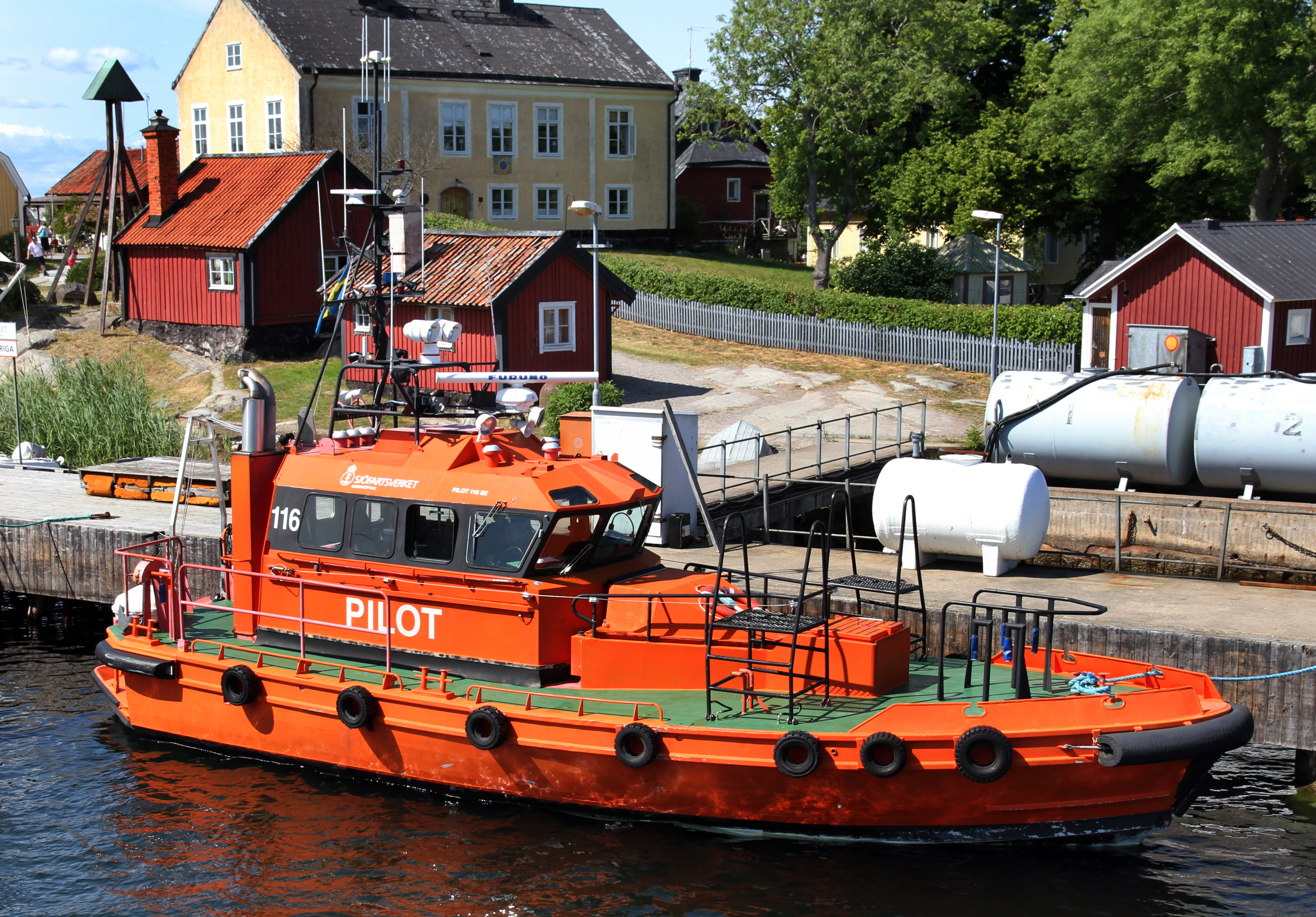
Pilot 116 SE i Sandhamn

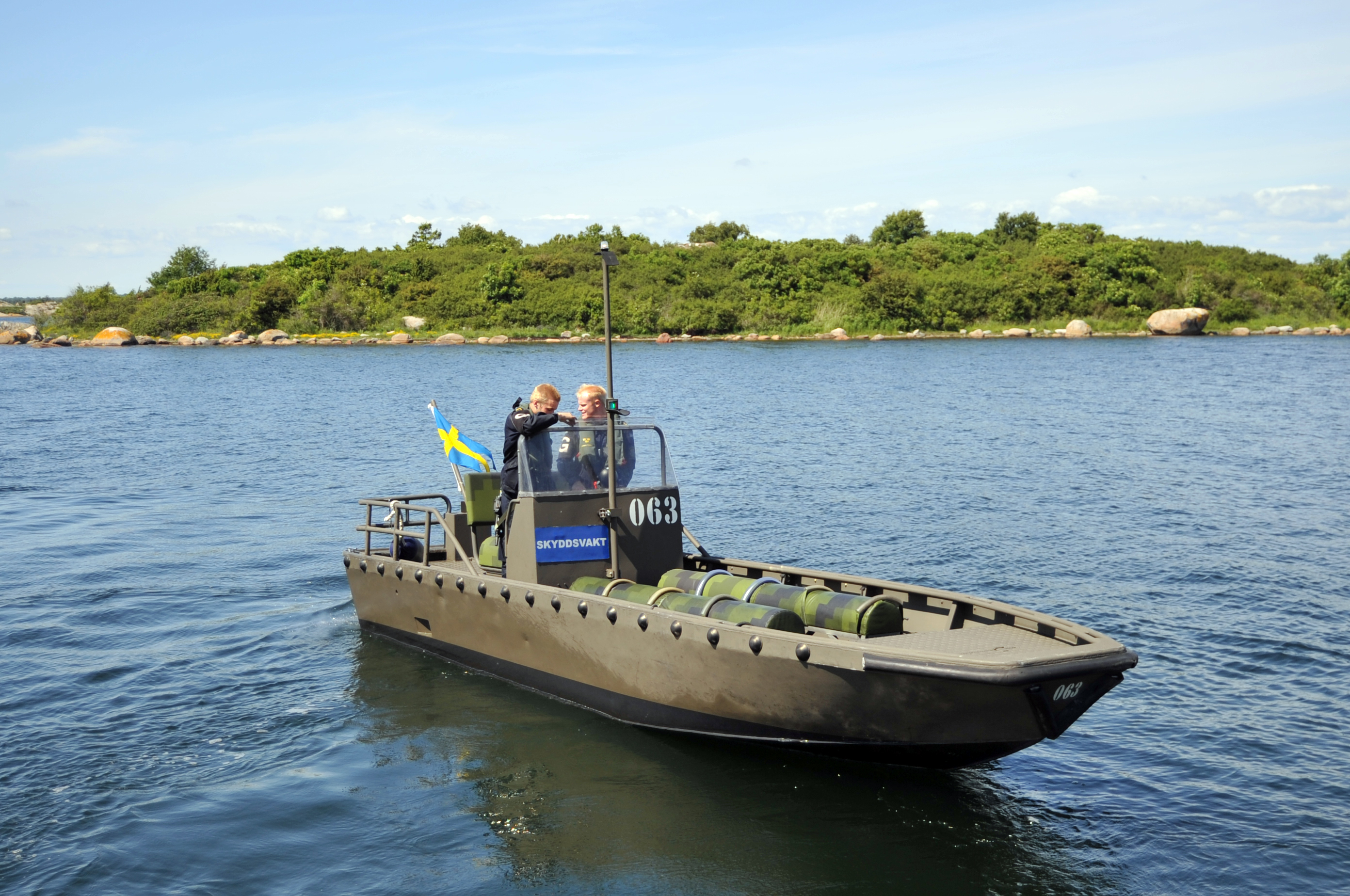
Svenska marinens Gruppbåt 063

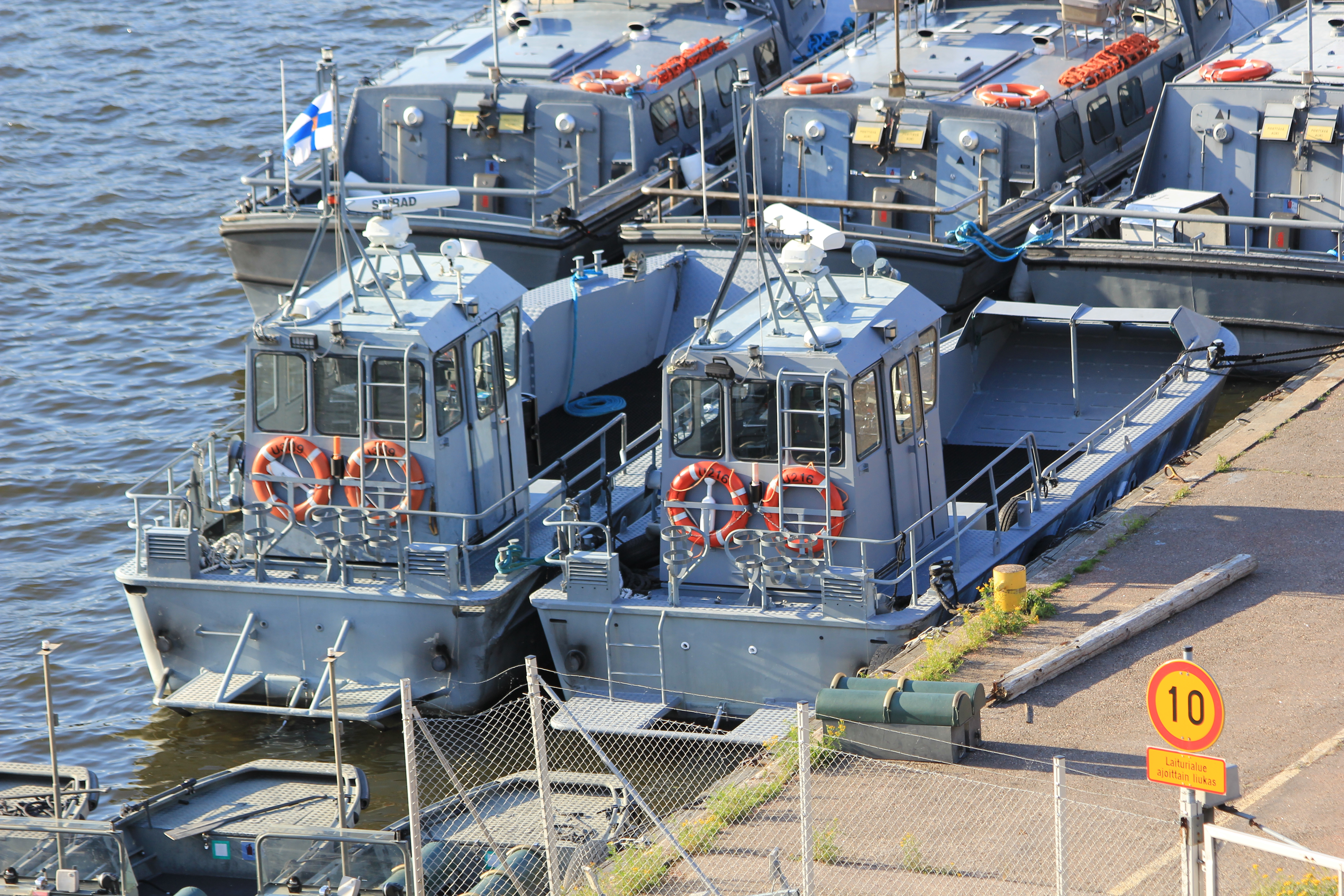
Finländska marinens transportbåtar av Uisko-klass

Oy Marine Alutech Ab är en finländsk familjeägd motorbåtstillverkare i Tykö, som är specialiserat på båtar på 5–27 meter för myndighetsbruk. Företaget är grundades 1991. i Bjärnå. Företaget har en omsättning kring 10 miljoner euro och 70 anställda. Hälften av produktionen går på export, främst till Europa, men båtar har sålts också till Algeriet.
Företaget har dotterföretag (MASolutions AB) för underhåll och reparation av båtar i Sverige, dit närmare 200 båtar sålts, och i Finland.

## Historik
Marine Alutech har sin bakgrund i aluminiumavdelningen på Waterman Oy (M.A.L.E. Ltd, 1985-1989) och Oy Alumina Varvet Ab i Karleby, som köpte aluminiumbåtsproduktionen i Tykö 1989. År 1991 delades Alumina Varvet upp i Marine Alutech och FF-Jet Ltd (senare Rolls-Royce Oy). Samarbetet med finländska marinen inleddes 1989 med Uisko-klassens transportbåtar.

## Tillverkade fartyg

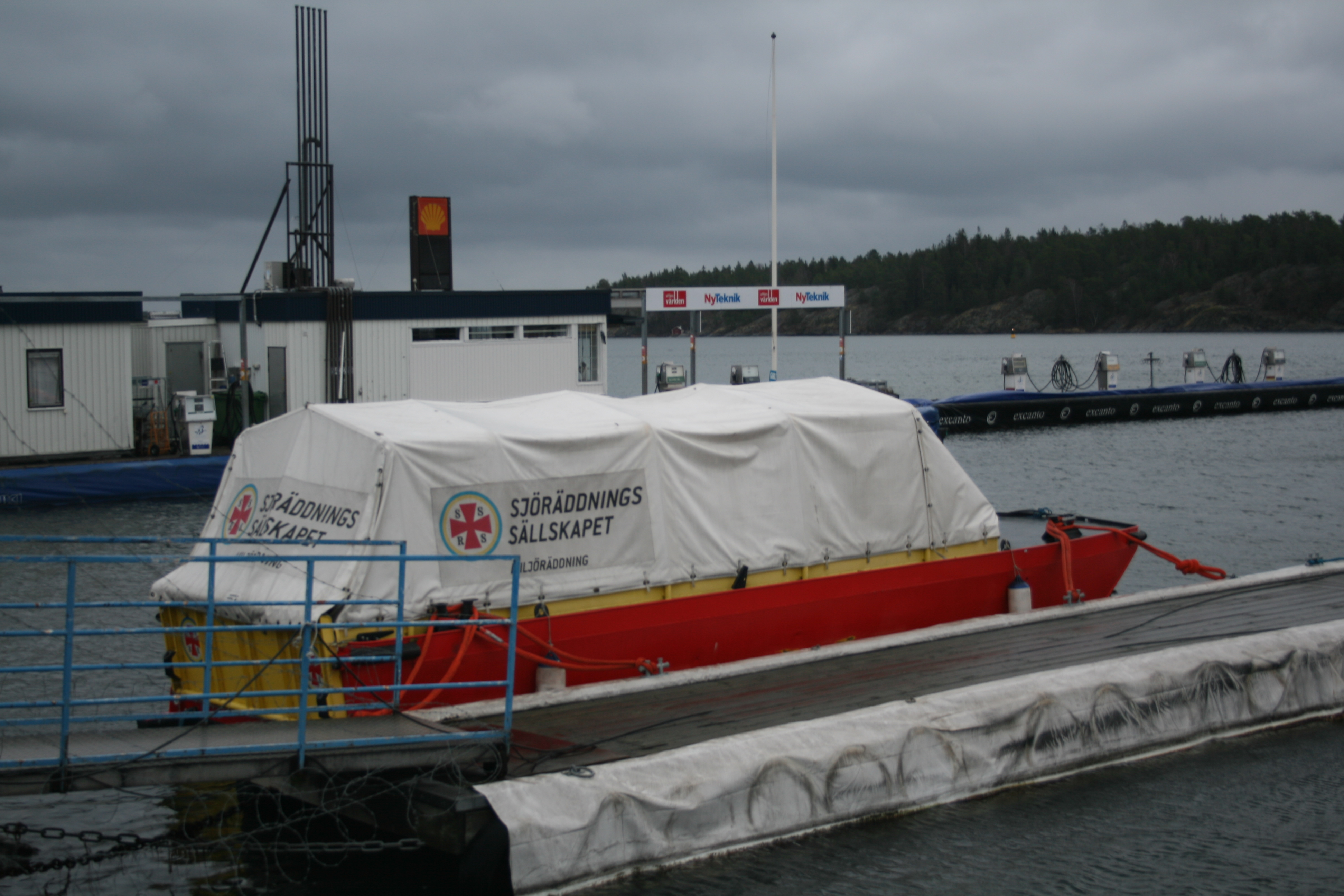
Miljöräddningssläp Nynäshamn på Räddningsstation Nynäshamn

Marine Alutech har konstruerat bland annat lotsbåtar och militärbåtar till Finland och Sverige, till exempel Finländska försvarets Uisko- och Jurmo-klassens transportbåtar och finländska och svenska försvarets G-klassbåtar, sjöbevakningsbåtar för finska Gränsbevakningsväsendet, passagerarbåtar, brand- och oljebekämpningsbåtar samt allmänna arbetsbåtar.
- Rescue Abso, sjöräddningsfartyg till Finlands Sjöräddningssällskap, 2006
- Elling Carlsen, en Watercat Arctic som lotsbåt i Longyearbyen i Svalbard, 2015
- Ett antal Miljöräddningssläp för Sjöräddningssällskapet